# Grand Prix Wielkiej Brytanii 2011

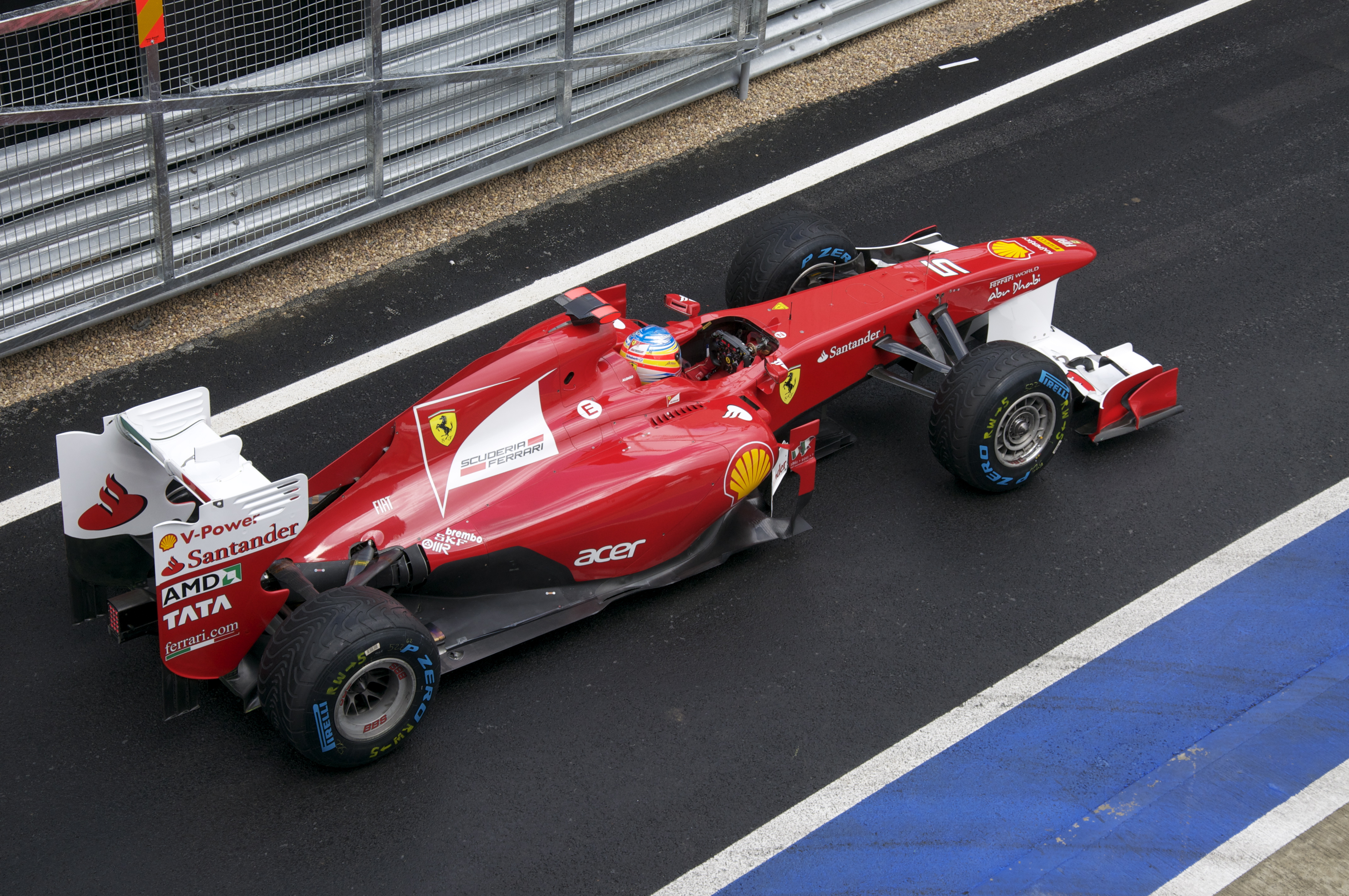
Fernando Alonso podczas Grand Prix Wielkiej Brytanii 2011

Grand Prix Wielkiej Brytanii 2011 – dziewiąta runda Mistrzostw Świata Formuły 1 w sezonie 2011.

## Lista startowa
Na niebieskim tle kierowcy biorący udział jedynie w piątkowych treningach
| Nr | Kierowca           | Zespół                       | Samochód            | Silnik               | Opony |
| -- | ------------------ | ---------------------------- | ------------------- | -------------------- | ----- |
| 1  | Sebastian Vettel   | Red Bull Racing              | Red Bull RB7        | Renault RS27-2011    | P     |
| 2  | Mark Webber        | Red Bull Racing              | Red Bull RB7        | Renault RS27-2011    | P     |
| 3  | Lewis Hamilton     | Vodafone McLaren Mercedes    | McLaren MP4-26      | Mercedes-Benz FO108Y | P     |
| 4  | Jenson Button      | Vodafone McLaren Mercedes    | McLaren MP4-26      | Mercedes-Benz FO108Y | P     |
| 5  | Fernando Alonso    | Scuderia Marlboro Ferrari    | Ferrari 150° Italia | Ferrari 056          | P     |
| 6  | Felipe Massa       | Scuderia Marlboro Ferrari    | Ferrari 150° Italia | Ferrari 056          | P     |
| 7  | Michael Schumacher | Mercedes GP Petronas F1 Team | Mercedes MGP W02    | Mercedes-Benz FO108Y | P     |
| 8  | Nico Rosberg       | Mercedes GP Petronas F1 Team | Mercedes MGP W02    | Mercedes-Benz FO108Y | P     |
| 9  | Nick Heidfeld      | Lotus Renault GP Team        | Renault R31         | Renault RS27-2011    | P     |
| 10 | Witalij Pietrow    | Lotus Renault GP Team        | Renault R31         | Renault RS27-2011    | P     |
| 11 | Rubens Barrichello | AT&T WilliamsF1 Team         | Williams FW33       | Cosworth CA2011      | P     |
| 12 | Pastor Maldonado   | AT&T WilliamsF1 Team         | Williams FW33       | Cosworth CA2011      | P     |
| 14 | Adrian Sutil       | Force India Formula One Team | Force India VJM04   | Mercedes-Benz FO108Y | P     |
| 14 | Nico Hülkenberg    | Force India Formula One Team | Force India VJM04   | Mercedes-Benz FO108Y | P     |
| 15 | Paul di Resta      | Force India Formula One Team | Force India VJM04   | Mercedes-Benz FO108Y | P     |
| 16 | Kamui Kobayashi    | Sauber F1 Team               | Sauber C30          | Ferrari 056          | P     |
| 17 | Sergio Pérez       | Sauber F1 Team               | Sauber C30          | Ferrari 056          | P     |
| 18 | Sébastien Buemi    | Scuderia Toro Rosso          | Toro Rosso STR6     | Ferrari 056          | P     |
| 19 | Jaime Alguersuari  | Scuderia Toro Rosso          | Toro Rosso STR6     | Ferrari 056          | P     |
| 20 | Heikki Kovalainen  | Team Lotus                   | Lotus T128          | Renault RS27-2011    | P     |
| 20 | Karun Chandhok     | Team Lotus                   | Lotus T128          | Renault RS27-2011    | P     |
| 21 | Jarno Trulli       | Team Lotus                   | Lotus T128          | Renault RS27-2011    | P     |
| 22 | Daniel Ricciardo   | HRT F1 Team                  | Hispania F111       | Cosworth CA2011      | P     |
| 23 | Vitantonio Liuzzi  | HRT F1 Team                  | Hispania F111       | Cosworth CA2011      | P     |
| 24 | Timo Glock         | Marussia Virgin Racing       | Virgin MVR-02       | Cosworth CA2011      | P     |
| 25 | Jérôme d’Ambrosio  | Marussia Virgin Racing       | Virgin MVR-02       | Cosworth CA2011      | P     |
| Nr | Kierowca           | Zespół                       | Samochód            | Silnik               | Opony |

## Wyniki

### Sesje treningowe
| Sesja | Nr | Kierowca         | Konstruktor      | Czas     | Okr. |
| ----- | -- | ---------------- | ---------------- | -------- | ---- |
| 1     | 2  | Mark Webber      | Red Bull-Renault | 1:46,603 | 19   |
| 2     | 6  | Felipe Massa     | Ferrari          | 1:49,967 | 9    |
| 3     | 1  | Sebastian Vettel | Red Bull-Renault | 1:31,401 | 17   |

### Kwalifikacje
Źródło: Wyprzedź Mnie!
| Poz. | Nr | Kierowca           | Konstruktor          | Q1       | Q2       | Q3       | Poz. s. |
| --- | --- | ------------------ | -------------------- | -------- | -------- | -------- | ------- |
| 1 | 2 | Mark Webber        | Red Bull-Renault     | 1:32,670 | 1:31,673 | 1:30,399 | 1       |
| 2 | 1 | Sebastian Vettel   | Red Bull-Renault     | 1:32,977 | 1:32,379 | 1:30,431 | 2       |
| 3 | 5 | Fernando Alonso    | Ferrari              | 1:32,986 | 1:31,727 | 1:30,516 | 3       |
| 4 | 6 | Felipe Massa       | Ferrari              | 1:32,760 | 1:31,640 | 1:31,124 | 4       |
| 5 | 4 | Jenson Button      | McLaren-Mercedes     | 1:34,230 | 1:32,273 | 1:31,898 | 5       |
| 6 | 15 | Paul di Resta      | Force India-Mercedes | 1:34,472 | 1:32,569 | 1:31,929 | 6       |
| 7 | 12 | Pastor Maldonado   | Williams-Cosworth    | 1:32,702 | 1:32,588 | 1:31,933 | 7       |
| 8 | 16 | Kamui Kobayashi    | Sauber-Ferrari       | 1:34,324 | 1:32,399 | 1:32,128 | 8       |
| 9 | 8 | Nico Rosberg       | Mercedes             | 1:34,186 | 1:32,295 | 1:32,209 | 9       |
| 10 | 3 | Lewis Hamilton     | McLaren-Mercedes     | 1:33,581 | 1:32,505 | 1:32,376 | 10      |
| 11 | 14 | Adrian Sutil       | Force India-Mercedes | 1:34,454 | 1:32,617 | –        | 11      |
| 12 | 17 | Sergio Pérez       | Sauber-Ferrari       | 1:34,145 | 1:32,624 | –        | 12      |
| 13 | 7 | Michael Schumacher | Mercedes             | 1:34,160 | 1:32,656 | –        | 13      |
| 14 | 10 | Witalij Pietrow    | Renault              | 1:34,766 | 1:32,734 | –        | 14      |
| 15 | 11 | Rubens Barrichello | Williams-Cosworth    | 1:33,532 | 1:33,119 | –        | 15      |
| 16 | 9 | Nick Heidfeld      | Renault              | 1:35,132 | 1:33,805 | –        | 16      |
| 17 | 20 | Heikki Kovalainen  | Lotus-Renault        | 1:34,923 | 1:34,821 | –        | 17      |
| 18 | 19 | Jaime Alguersuari  | Toro Rosso-Ferrari   | 1:35,245 | –        | –        | 18      |
| 19 | 18 | Sébastien Buemi    | Toro Rosso-Ferrari   | 1:35,749 | –        | –        | 19      |
| 20 | 24 | Timo Glock         | Virgin-Cosworth      | 1:36,203 | –        | –        | 20      |
| 21 | 21 | Jarno Trulli       | Lotus-Renault        | 1:36,456 | –        | –        | 21      |
| 22 | 25 | Jérôme d’Ambrosio  | Virgin-Cosworth      | 1:37,154 | –        | –        | 22      |
| 23 | 23 | Vitantonio Liuzzi  | HRT-Cosworth         | 1:37,484 | –        | –        | 23      |
| 24 | 22 | Daniel Ricciardo   | HRT-Cosworth         | 1:38,059 | –        | –        | 24      |
| Poz. | Nr | Kierowca           | Konstruktor          | Q1       | Q2       | Q3       | Poz. s. |
| \| Legenda \| Legenda \| \| ------------------------ \| ---------------------------------------------------------------------------------------------------------------------------------------------------------------------------------------------------------------------------------------------------------------- \| \| Poz. Nr Q1 Q2 Q3 Poz. s. \| Pozycja zajęta w sesji kwalifikacyjnej Numer startowy kierowcy Wynik uzyskany w pierwszej części kwalifikacji Wynik uzyskany w drugiej części kwalifikacji Wynik uzyskany w trzeciej części kwalifikacji Pozycja startowa po uwzględnięniu kar, przesunięć, itp. \| | |                    |                      |          |          |          |         |
| Legenda | |                    |                      |          |          |          |         |
| Poz. Nr Q1 Q2 Q3 Poz. s. | Pozycja zajęta w sesji kwalifikacyjnej Numer startowy kierowcy Wynik uzyskany w pierwszej części kwalifikacji Wynik uzyskany w drugiej części kwalifikacji Wynik uzyskany w trzeciej części kwalifikacji Pozycja startowa po uwzględnięniu kar, przesunięć, itp. |                    |                      |          |          |          |         |

### Wyścig
Źródło: Wyprzedź Mnie!
| P                 | + / –     | Nr | Kierowca           | Konstruktor          | Okr. | Czas / Strata    | Komentarz                         |
| ----------------- | --------- | -- | ------------------ | -------------------- | ---- | ---------------- | --------------------------------- |
| 1                 | 2         | 5  | Fernando Alonso    | Ferrari              | 52   | 1h28m41,194      |                                   |
| 2                 | Bez zmian | 1  | Sebastian Vettel   | Red Bull-Renault     | 52   | +0:16,511        |                                   |
| 3                 | 2         | 2  | Mark Webber        | Red Bull-Renault     | 52   | +0:16,947        |                                   |
| 4                 | 6         | 3  | Lewis Hamilton     | McLaren-Mercedes     | 52   | +0:28,986        |                                   |
| 5                 | 1         | 6  | Felipe Massa       | Ferrari              | 52   | +0:29,010        |                                   |
| 6                 | 3         | 8  | Nico Rosberg       | Mercedes             | 52   | +1:00,665        |                                   |
| 7                 | 5         | 17 | Sergio Pérez       | Sauber-Ferrari       | 52   | +1:05,590        |                                   |
| 8                 | 8         | 9  | Nick Heidfeld      | Renault              | 52   | +1:15,542        |                                   |
| 9                 | 4         | 7  | Michael Schumacher | Mercedes             | 52   | +1:17,912        | [ 4 ]                             |
| 10                | 8         | 19 | Jaime Alguersuari  | Toro Rosso-Ferrari   | 52   | +1:19,108        |                                   |
| 11                | Bez zmian | 14 | Adrian Sutil       | Force India-Mercedes | 52   | +1:19,712        |                                   |
| 12                | 2         | 10 | Witalij Pietrow    | Renault              | 52   | +1:20,681        |                                   |
| 13                | 2         | 11 | Rubens Barrichello | Williams-Cosworth    | 51   | +1 okr.          |                                   |
| 14                | 7         | 12 | Pastor Maldonado   | Williams-Cosworth    | 51   | +1 okr. (00,826) |                                   |
| 15                | 9         | 15 | Paul di Resta      | Force India-Mercedes | 51   | +1 okr. (50,334) |                                   |
| 16                | 4         | 24 | Timo Glock         | Virgin-Cosworth      | 50   | +2 okr.          |                                   |
| 17                | 5         | 25 | Jérôme d’Ambrosio  | Virgin-Cosworth      | 50   | +2 okr. (26,923) |                                   |
| 18                | 5         | 23 | Vitantonio Liuzzi  | HRT-Cosworth         | 50   | +2 okr. (07,760) |                                   |
| 19                | 5         | 22 | Daniel Ricciardo   | HRT-Cosworth         | 49   | +3 okr.          |                                   |
| Niesklasyfikowani |           |    |                    |                      |      |                  |                                   |
|                   |           | 4  | Jenson Button      | McLaren-Mercedes     | 39   |                  | nieprzykręcone koło               |
|                   |           | 18 | Sébastien Buemi    | Toro Rosso-Ferrari   | 25   |                  | kolizja z di Restą/przebita opona |
|                   |           | 16 | Kamui Kobayashi    | Sauber-Ferrari       | 23   |                  | silnik                            |
|                   |           | 21 | Jarno Trulli       | Lotus-Renault        | 10   |                  | wyciek oleju                      |
|                   |           | 20 | Heikki Kovalainen  | Lotus-Renault        | 2    |                  | skrzynia biegów                   |
| P                 | + / –     | Nr | Kierowca           | Konstruktor          | Okr. | Czas / Strata    | Komentarz                         |

### Najszybsze okrążenie
Źródło: Wyprzedź Mnie!
| Nr | Kierowca        | Konstruktor | Czas     | Okr. |
| -- | --------------- | ----------- | -------- | ---- |
| 5  | Fernando Alonso | Ferrari     | 1:34,908 | 41   |

## Prowadzenie w wyścigu
| Nr                              | Kierowca         | Okrążenia | Suma |
| ------------------------------- | ---------------- | --------- | ---- |
| 1                               | Sebastian Vettel | 1-27      | 27   |
| 5                               | Fernando Alonso  | 27-52     | 25   |
| \| Wykres \| \| ------ \| \| \| |                  |           |      |
| Wykres                          |                  |           |      |
|                                 |                  |           |      |

## Klasyfikacja po wyścigu

### Kierowcy
| P  | +/− | Kierowca           | Starty | Punkty | P1 | P2 | P3 | PP | NO | NS |
| -- | --- | ------------------ | ------ | ------ | -- | -- | -- | -- | -- | -- |
| 1  | 0   | Sebastian Vettel   | 9      | 204    | 6  | 3  | –  | 7  | 1  | –  |
| 2  | +1  | Mark Webber        | 9      | 124    | –  | 1  | 4  | 2  | 4  | –  |
| 3  | +2  | Fernando Alonso    | 9      | 112    | 1  | 2  | 1  | –  | 1  | 1  |
| 4  | 0   | Lewis Hamilton     | 9      | 109    | 1  | 2  | –  | –  | 1  | 1  |
| 5  | −3  | Jenson Button      | 9      | 109    | 1  | 1  | 2  | –  | 1  | 1  |
| 6  | 0   | Felipe Massa       | 9      | 52     | –  | –  | –  | –  | 1  | 2  |
| 7  | 0   | Nico Rosberg       | 9      | 40     | –  | –  | –  | –  | –  | 1  |
| 8  | +1  | Nick Heidfeld      | 9      | 34     | –  | –  | 1  | –  | –  | 1  |
| 9  | −1  | Witalij Pietrow    | 9      | 31     | –  | –  | 1  | –  | –  | 1  |
| 10 | 0   | Michael Schumacher | 9      | 28     | –  | –  | –  | –  | –  | 2  |
| 11 | 0   | Kamui Kobayashi    | 9      | 25     | –  | –  | –  | –  | –  | 2  |
| 12 | 0   | Adrian Sutil       | 9      | 10     | –  | –  | –  | –  | –  | 1  |
| 13 | 0   | Jaime Alguersuari  | 9      | 9      | –  | –  | –  | –  | –  | 2  |
| 14 | +2  | Sergio Pérez       | 7      | 8      | –  | –  | –  | –  | –  | 2  |
| 15 | −1  | Sébastien Buemi    | 9      | 8      | –  | –  | –  | –  | –  | 1  |
| 16 | −1  | Rubens Barrichello | 9      | 4      | –  | –  | –  | –  | –  | 2  |
| 17 | 0   | Paul di Resta      | 9      | 2      | –  | –  | –  | –  | –  | 1  |
| 18 | 0   | Pedro de la Rosa   | 1      | 0      | –  | –  | –  | –  | –  | –  |
| 19 | 0   | Jarno Trulli       | 9      | 0      | –  | –  | –  | –  | –  | 2  |
| 20 | 0   | Vitantonio Liuzzi  | 8      | 0      | –  | –  | –  | –  | –  | 2  |
| 21 | 0   | Jérôme d’Ambrosio  | 9      | 0      | –  | –  | –  | –  | –  | 1  |
| 22 | 0   | Heikki Kovalainen  | 9      | 0      | –  | –  | –  | –  | –  | 4  |
| 23 | +1  | Pastor Maldonado   | 9      | 0      | –  | –  | –  | –  | –  | 2  |
| 24 | −1  | Timo Glock         | 8      | 0      | –  | –  | –  | –  | –  | 2  |
| 25 | 0   | Narain Karthikeyan | 7      | 0      | –  | –  | –  | –  | –  | 1  |
| 26 | N   | Daniel Ricciardo   | 1      | 0      | –  | –  | –  | –  | –  | –  |
| P  | +/− | Kierowca           | Starty | Punkty | P1 | P2 | P3 | PP | NO | NS |

### Konstruktorzy
| P  | +/− | Konstruktor          | Starty | Punkty | P1 | P2 | P3 | PP | NO | NS |
| -- | --- | -------------------- | ------ | ------ | -- | -- | -- | -- | -- | -- |
| 1  | 0   | Red Bull-Renault     | 18     | 328    | 6  | 4  | 4  | 9  | 5  | –  |
| 2  | 0   | McLaren-Mercedes     | 18     | 218    | 2  | 3  | 2  | –  | 2  | 2  |
| 3  | 0   | Ferrari              | 18     | 164    | 1  | 2  | 1  | –  | 2  | 3  |
| 4  | +1  | Mercedes             | 18     | 68     | –  | –  | –  | –  | –  | 3  |
| 5  | −1  | Renault              | 18     | 65     | –  | –  | 2  | –  | –  | 2  |
| 6  | 0   | Sauber-Ferrari       | 17     | 33     | –  | –  | –  | –  | –  | 3  |
| 7  | 0   | Toro Rosso-Ferrari   | 18     | 17     | –  | –  | –  | –  | –  | 3  |
| 8  | 0   | Force India-Mercedes | 18     | 12     | –  | –  | –  | –  | –  | 2  |
| 9  | 0   | Williams-Cosworth    | 18     | 4      | –  | –  | –  | –  | –  | 5  |
| 10 | 0   | Lotus-Renault        | 18     | 0      | –  | –  | –  | –  | –  | 6  |
| 11 | 0   | HRT-Cosworth         | 16     | 0      | –  | –  | –  | –  | –  | 3  |
| 12 | 0   | Virgin-Cosworth      | 17     | 0      | –  | –  | –  | –  | –  | 2  |
| P  | +/− | Konstruktor          | Starty | Punkty | P1 | P2 | P3 | PP | NO | NS |